# バフォデ・ディアキテ
バフォデ・ディアキテ（Bafodé Diakité、2001年1月6日 - ）は、フランス・トゥールーズ出身のサッカー選手。プレミアリーグ・AFCボーンマス所属。ポジションはディフェンダー。

## クラブ経歴
トゥールーズに生まれ、2013年にトゥールーズFCの下部組織に入団する。2018年10月27日、自身初となるプロ契約をクラブと結ぶと、同年12月5日、リーグ・アンのスタッド・ランス戦にて17歳にして先発フル出場を果たした。プロ初ゴールは2018-19シーズン最終節のディジョンFCO戦で記録したが、試合には1-2で惜敗した。
2022年8月5日、移籍金300万ユーロでLOSCリールへ移籍し、4年契約を交わした。
2025年8月13日、AFCボーンマスへ移籍した。ロイターによると移籍金は3500万ユーロ+出来高500万ユーロで、この金額はボーンマス史上最高額で加入したエヴァニウソンに次ぐ2番目の記録となる。また、契約年数は5年とされている。

## 代表経歴
2016年からフランスの世代別代表に招集されている。